# Objektummodellezési technika

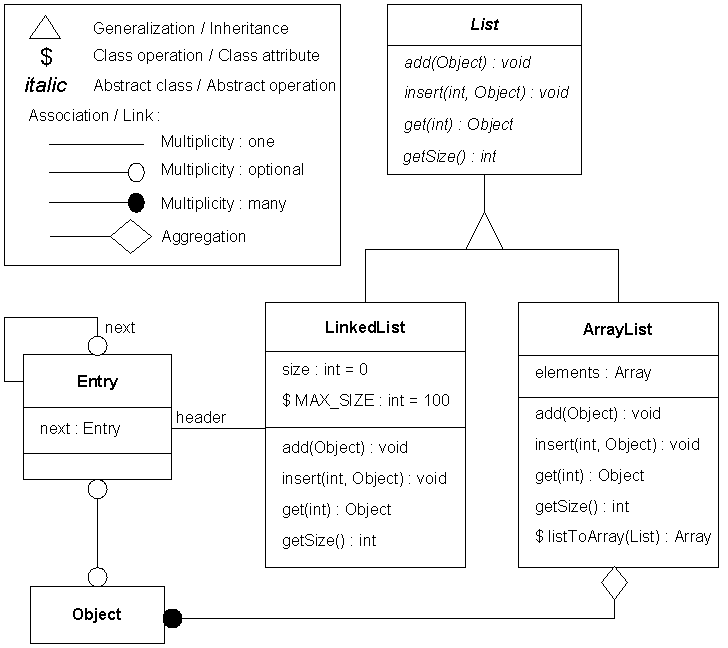
OMT objektum diagram

Az objektummodellezési technika (OMT) az objektummodellezési szempontból közelíti meg a szoftverek modellezését és tervezését. 1991 körül fejlesztette ki Rumbaugh, Blaha, Premerlani, Eddy és Lorensen annak érdekében, hogy objektumorientált rendszereket fejlesszenek, és támogassák az objektumorientált programozást. Az OMT leírja a rendszer objektummodelljét vagy statikus struktúráját.

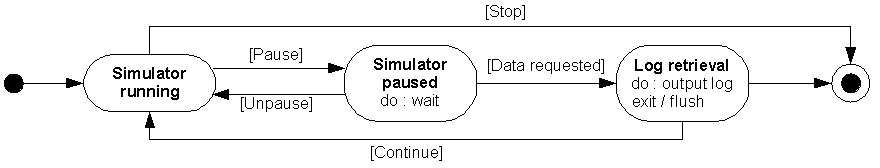
OMT állapot diagram

Az OMT-t azért fejlesztették ki, hogy meg tudják közelíteni a szoftverfejlesztést. Rumbaugh szerint a modellezés célja a következők:
- fizikai entitások tesztelése azok megépítése előtt (szimuláió),
- kommunikáció az ügyfelekkel,
- vizualizáció (információ alternatív bemutatása),
- komplexitás csökkentése.

Az OMT három fő modellfajtát javasolt:
- Objektummodell: Az objektummodell a modellezett domain legstabilabb, statikus jelenségeit képviseli.[3] Fő koncepciója az osztályok és asszociációk attribútumokkal és műveletekkel. Az aggregáció és a generalizáció (többszörös öröklődéssel) előre definiált kapcsolatok.[2]
- Dinamukis modell: A dinamikus modell az állapot-/átmenet nézetet képviseli a modellen. Fő koncepciója az állapotok, az állapotok közötti átmenetek, illetve az átmeneteket kiváltó események. Az akciók módellezhetők úgy, hogy azok az állapotokon belül fordulnak elő. A generalizáció és az aggregáció (párhuzamosság) előre definiált kapcsolatok.[2]
- Funkcionális modell: A funkcionális modell a modell folyamatának perspektíváját kezeli, nagyjából az adatfolyam diagramoknak felel meg. Fő koncepcciója az adattároló, az adatfolyam és a szereplők.[2]

Az OMT az Egységes Modellezési Nyelv (UML) elődje, így számos modellezési eleme közös az UML-lel.
Funkcionális Modell az OMT-ben: Röviden, az OMT-ben a funkcionális modell meghatározza a modell belső folyamatai egészének működését "Adatfolyam Diagramok" (DFD-k) segítségével. Részletezi, hogyan hajtják végre a folyamatokat önállóan.

## Fordítás
Ez a szócikk részben vagy egészben  az   Object-modeling technique című angol Wikipédia-szócikk ezen változatának fordításán alapul.  Az eredeti cikk szerkesztőit annak laptörténete sorolja fel. Ez a jelzés csupán a megfogalmazás eredetét és a szerzői jogokat jelzi, nem szolgál a cikkben szereplő információk forrásmegjelöléseként.